# Renant
Renant és un poble del terme municipal d'Oliola, a la Noguera. El 2019 tenia 10 habitants.
Està situat a l'extrem meridional del terme municipal, molt a prop d'Agramunt, al sud-oest de Coscó. És a l'esquerra del barranc de la Pisquera. Dista 9,5 km del seu cap de municipi. La seva església està advocada a Sant Antoni.
Fou municipi independent fins a meitat del segle xix quan fou integrat a Oliola.